# Slottet Melfi

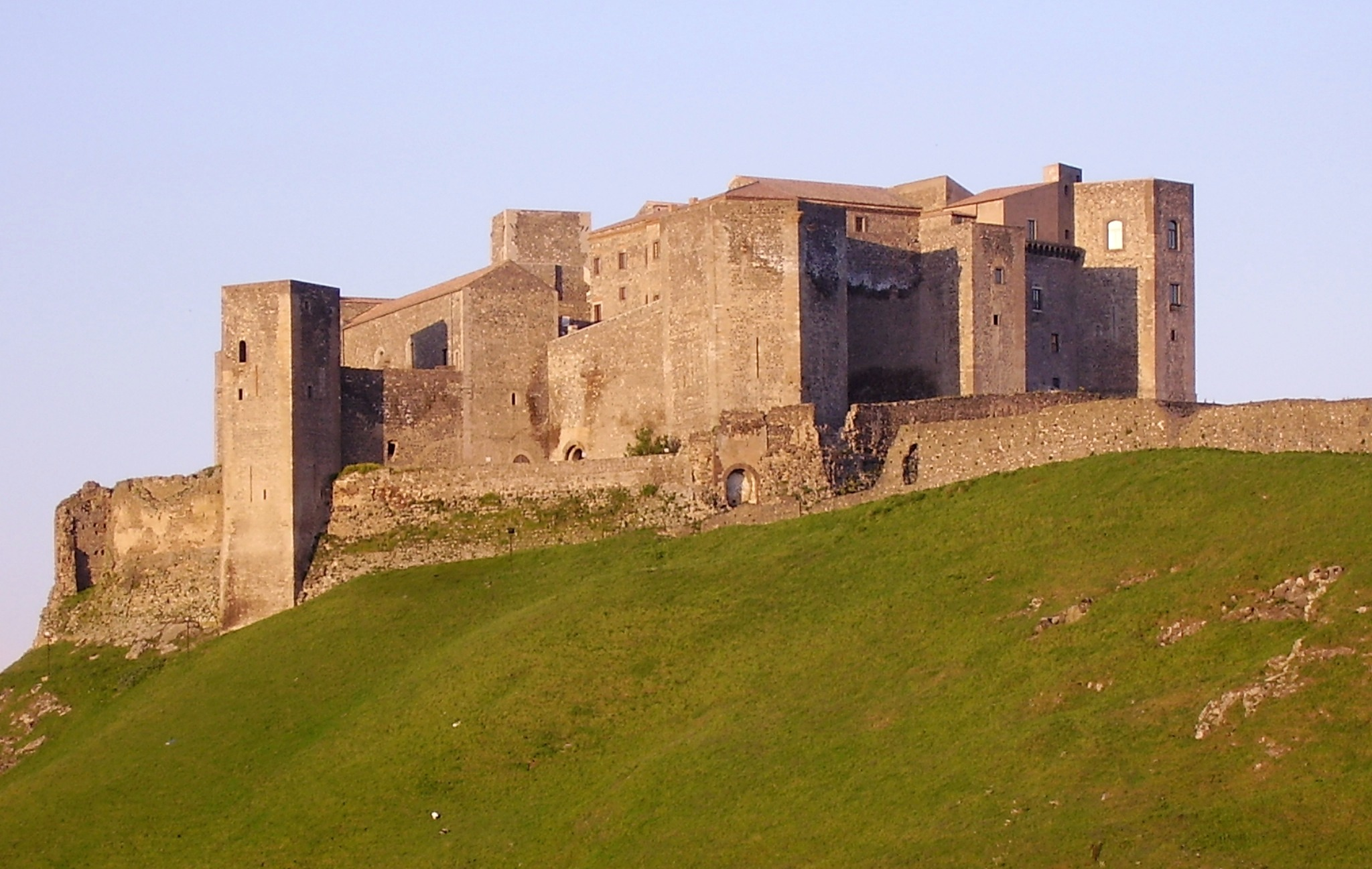
Vy mot slottet

Slottet Melfi (italienska: Castello di Melfi) är ett slott på en höjd norr om staden Melfi i södra Italien.
Försvarsanläggningens första delar påbörjade 1049 under hertig Robert Guiscard och hela slottet färdigställdes under hans efterföljare. Bland annat tillkom två torn under kejsare Fredrik II och samtidig inrättades ett universitet i byggnaden. Året 1231 utgavs en lagstiftning för Kungariket Sicilien som blev uppkallad efter slottet (Costituzioni di Melfi). Senare under 1200-talet ägdes slottet av huset Anjou och familjen lät uppföra en vallgrav och tjockare murar. Under 1500-talet blev byggnaden ett underordnat säte för huset Doria från Genua. Adelssläktet ägde slottet fram till 1953 och sedan övergick byggnaden i statens ägo.
Slottets ingång har namnet Porta Carraia och bakom ligger den första gården med flera slottsdelar som hyser ett arkeologisk museum (Museo archeologico nazionale del Melfese). Här visas fynd som gjordes i gravvårdar från Samnium, från lukaniska dolomiterna (region Basilicata), från Daunierna samt från olika regioner i Grekland. Framstående museumsexemplar är en sarkofag i marmor från 200-talet, en vas från 300-talet med en begravningsceremoni på utsidan ett föremål från 600-talet som visar en man som resar till himmelriket. I ett särskilt rum för regionens historia är kraftig byggda skulpturer påfallande som föreställer hermafroditer. I en annan del av slottet visas juveler från Bysantinska riket.